# Пэрэлуцэ, Андрея
Андрея Мария Пэрэлуцэ (рум. Andreea Maria Părăluță; род. 27 ноября 1994 года, Тырговиште) — румынская футболистка, вратарь испанского клуба «Леванте» и сборной Румынии.

## Карьера

### Клубы
Футбольную карьеру начала в 14 лет в составе «Тырговиште». В 2010 году перешла в клуб первой лиги «Тыргу-Муреш». В официальных матчах дебютировала 17 августа 2010 года в игре с «Жювизи» в Лиге чемпионов.
В 2015 году признана лучшей футболисткой Румынии.
С 2016 года выступает за «Атлетико».

### Сборная
В составе сборной Румынии дебютировала 27 октября 2011 года в игре с Турцией.

## Достижения
Тыргу-Муреш:
- Чемпионка Румынии: 2013/14, 2014/15
- Обладательница Кубка Румынии: 2013/14, 2014/15